# ميخائيل مورتون
ميخائيل مورتون (بالإنجليزية: Michael Morton)‏ هو لاعب كرة قدم أمريكية أمريكي، ولد في 6 فبراير 1960 في برمنغهام في الولايات المتحدة.